# Список высших учебных заведений Кабардино-Балкарии
В список высших учебных заведений Кабардино-Балкарии включены образовательные учреждения высшего и высшего профессионального образования, находящиеся на территории Кабардино-Балкарии и имевшие действующую лицензию на 30 ноября 2021 года. Этому критерию соответствует 3 вуза.

## Список высших образовательных учреждений
| Название                                                                     | Категория       | Год основания | Месторасположение | Число студентов |
| ---------------------------------------------------------------------------- | --------------- | ------------- | ----------------- | --------------- |
| Кабардино-Балкарский государственный аграрный университет имени В. М. Кокова | государственный | 1981          | Нальчик           | 5839            |
| Кабардино-Балкарский государственный университет имени Х. М. Бербекова       | государственный | 1932          | Нальчик           | 8399            |
| Северо-Кавказский государственный институт искусств                          | государственный | 1990          | Нальчик           | 407             |